# Skara stift
Skara stift (latin: Dioecesis Scarensis) är ett av totalt 13 stift inom Svenska kyrkan. Det är Sveriges äldsta stift, grundat under Olof Skötkonung på 1000-talet. Den förste biskopen, Thurgot, omnämns år 1014, varför stiftet firade sitt 1000-årsjubileum år 2014. Biskopssäte är Skara. Stiftet är indelat i åtta kontrakt, och består av 102 församlingar, fördelade på 25 pastorat och 15 församlingar som inte ingår i pastorat.
Stiftet grundades som ett missionsstift och omfattade åtminstone formellt hela Götaland, ända tills Linköpings stift grundades och avskildes från Skara stift i början av 1100-talet. Senare under medeltiden fram till stormaktstiden omfattade Skara stift Västergötland, Dalsland och Värmland – innan Karlstads och Göteborgs stift upprättades 1580 respektive 1620.
Stiftets biskop är sedan 2024 Ulrica Fritzson.

## Stiftets delningar efter reformationen

### Delningen av stiftet 1580 (samt gränsändringen 1658)
Karlstads stifts tillkomst gick till så att hertig Karl, som bland annat hade Värmland och Vadsbo härad som hertigdöme, ville avskilja sin del av Skara stift som ett eget kyrkligt område. Därför upprättades 1580 Mariestads superintendentur. År 1647 flyttades superintendenturen till Karlstad och 1658 fick detta stift (superintendentia) en ny omfattning. Som tidigare omfattade det Värmland, men Vadsbo härad återgick till Skara stift och byttes ut mot Dalsland, som gick till Karlstads stift.

### Upprättandet av Göteborgs stift 1620 (samt gränsändringen 1658)
År 1620 upprättades Göteborgs superintendentia och då överfördes ett stort antal församlingar i västra och södra Västergötland dit från Skara stift. År 1658 återgick dock en del (Mo härad) till Skara stift och i stället införlivades med Göteborgs stift Halland och södra Bohuslän efter deras slutgiltiga införlivning i riket detta år (1658).
Till följd av det hör i dag Marks härad, Sävedals härad, Askims härad, Östra Hisings härad, Bollebygds härad, Vättle härad och Ale härad samt delar av Flundre och Kinds härader i Västergötland till Göteborgs stift och inte till Skara stift.

## Skara stifts omfattning i dag
I dag omfattar stiftet före detta Skaraborgs län (även inklusive de nuvarande delarna av Jönköpings län) samt häraderna Väne härad, Bjärke härad, Kullings härad, Gäsene härad, Vedens härad, Ås härad och Redvägs härad ur före detta Älvsborgs län samt större delen av Mo härad i det tidigare ej utvidgade Jönköpings län. Denna del av Mo härad var detta härads ursprungliga medeltida geografiska utsträckning innan några ytterligare socknar lades till på 1800-talet.
Denna indelning, där stora delar av det före detta Älvsborgs län (västgötadelen samt Katrinedal i Dalsland) hör till Skara stift, gör att även Borås, Trollhättan och Vänersborg ingår i stiftet, vilka inte låg i Skaraborgs län.
År 1971 övergick också Södra Råda församling i Värmland till stiftet från Karlstads stift. Den 1 januari 2010 återfördes även Rommele pastorat i Trollhättans kommun och Åsundens pastorat i Ulricehamns kommun till stiftet, efter 390 års samhörighet med Göteborgs stift och tidigare superintendentia. Sedan den 1 januari  2018 återgick även Kinnarumma pastorat till Skara stift.